# Équipe d'Andorre de curling
L'équipe d'Andorre de curling est la sélection qui représente l'Andorre dans les compétitions internationales de curling.
En 2017, l'équipe nationale est classé comme nation numéro 47 chez les hommes.

## Historique
Le curling se pratique dans le Palau de Gel, la seule patinoire doté d'une piste olympique.
En 2010, Andrew Ferguson-Smith qui était le capitaine d'Andorre a été nommé président de la fédération européenne.

## Palmarès et résultats

### Palmarès masculin
Titres, trophées et places d'honneur
- Jeux Olympiques : aucune participation
- Championnats du monde : aucune participation

### Palmarès féminin
Titres, trophées et places d'honneur
- Jeux Olympiques : aucune participation
- Championnats du monde : aucune participation

### Palmarès mixte
Titres, trophées et places d'honneur
- Jeux Olympiques : aucune participation
- Championnat du Monde Doubles Mixte : aucune participation

### Palmarès curling en fauteuil
- aucune participation